# Локалита Кампо Мађоре (Витербо)
Локалита Кампо Мађоре је насеље у Италији у округу Витербо, региону Лацио.
Према процени из 2011. у насељу је живело 35 становника. Насеље се налази на надморској висини од 254 м.